# HERO（ヒーローになる時、それは今）
「HERO（ヒーローになる時、それは今）」（ヒーロー ヒーローになるとき、それはいま）は、1978年12月20日に発売された、甲斐バンド11枚目のシングル。

## 概要
服部時計店（現:セイコーホールディングス）のCMソングに使用され、バンド・メンバーが登場するCMが1979年1月1日の0時ちょうどに、民放各局から一斉に放送された。同年2月には、バンド初のシングル盤チャート1位を獲得した。
制作に当たり電通の段階では、矢沢永吉、原田真二が先に上がったがメジャーに成り過ぎ等の理由で甲斐バンドが大抜擢された。電通とセイコーの関係者で甲斐バンドを知っている人は当時ほとんどいなかったといわれる。
甲斐バンドはテレビの歌番組への出演に乗り気ではなかったため、1979年3月15日の『ザ・ベストテン』に出演する際、NHK-FMで甲斐よしひろが担当していた音楽番組『サウンド・ストリート』の公開録音スタジオ（東芝EMI第1スタジオ）から生中継され、当時の司会者である黒柳徹子と久米宏の2人と話をしないなどの条件を付けて出演した。
この曲はオリジナル・アルバムには未収録であるが、同曲のヒットを受けてベスト・アルバム『甲斐バンド・ストーリー』が制作された。
B面の「からくり」は、アルバム『誘惑』からのシングルカット。 バンド初のレゲエナンバーである。
なお、海外ドラマ『HEROES』のCM放送時には、甲斐よしひろ本人が歌った替え歌を使用していた。

## 収録曲
- 全作詞・作曲・編曲：甲斐よしひろ

1. HERO（ヒーローになる時、それは今）
弦管編曲：瀬尾一三
2. からくり

## タイアップ
HERO（ヒーローになる時、それは今）
- 服部時計店（現:セイコーホールディングス）CMソング
- OVA『愛物語 9 Love Stories』挿入歌
- 毎日放送『VOICE』
  - 「JUMP OVER WOMEN CANCER」のコーナーテーマ曲

## カバーしたアーティスト

### HERO（ヒーローになる時、それは今）
藤崎賢一
- 1992年5月25日にリリースされたアルバム『女王陛下は濡れてゆく』に収録。

大黒摩季（大黒摩季とフレンズ　名義）
- 2004年8月25日にリリースされたアルバム『グッドフェローズ/甲斐バンド&甲斐よしひろ　グレイト・トリビュート・コレクション』に収録。

ET-KING
- 2007年5月2日に、シングルとしてリリース。

ミー・ファースト・アンド・ザ・ギミー・ギミーズ
- 2011年にリリースされたアルバム『Sing In Japanese』に収録。日本語によるカバー。

蓮城まこと (雪組)
- 2012年1月11日にリリースされたアルバム『OLDIES-TAKARAZUKA NATSUMERO SONG』に収録。

伊藤健太郎、乃木坂46
- 2020年2月5日から、はるやま商事「フレッシャーズ」CMソングとして放送・公開[4]。

## Hero（ヒーローになる時、それは今）2010 Acoustic Version（甲斐よしひろ）
「Hero（ヒーローになる時、それは今） 2010 Acoustic Version」（ヒーロー ヒーローになるとき、それはいま 2010 アコースティック・バージョン）は、2010年11月1日から配信が開始された、甲斐よしひろの配信限定シングル。

### 概要
2010年10月1日に、福岡で先行上映された甲斐バンドの映画『照和 My Little Town KAI BAND』の舞台挨拶で披露された、「HERO」のライブアコースティックバージョン。
ゲストにブルースハープで、中野茂樹（甲斐の高校時代のバンド、「ノーマン・ホイットフィールド」のメンバー）氏が参加している。
AmazonのMP3ダウンロード限定で配信された。

### 収録曲
1. Hero（ヒーローになる時、それは今） 2010 Acoustic Version
作詞・作曲：甲斐よしひろ